# Бегич
Беги́ч, или Беги́ш, также летоп. Беги́чка (уб. 11 августа 1378 года) — золотоордынский темник и эмир, командовавший войсками Мамая в битве на Воже против войск Дмитрия Ивановича московского и его союзников. Погиб вместе с четырьмя другими тёмниками или мурзами (Хазибей, Коверга, Карабулук, Костров) примерно 50-тысячного ордынского войска, что является примечательным фактом, поскольку битва произошла после переправы ордынского войска на северный берег, а обозы остались на южном.